# Kyselina mravenčí
Kyselina mravenčí (lat. acidum formicicum, též acidum formicum), methanová kyselina je nejjednodušší karboxylovou kyselinou. Z jejího vzorce vyplývá, že na karboxylovou skupinu —COOH je vázán pouze jeden atom vodíku. Je to bezbarvá, na vzduchu dýmající, ostře páchnoucí kapalina s leptavými účinky. Její teplota tání a hlavně teplota varu jsou podobně vysoké jako u vody díky vlivu vodíkových vazeb. Má silné redukční účinky, díky přítomnosti snadno oxidovatelné aldehydové skupiny.
Tvoří soli, které se nazývají mravenčany, převládá však označení formiáty. Stejné označení se používá i pro látky, vznikající esterifikací – tzn. reakcí s alkoholy. Nejjednodušším esterem je methylformiát.

## Výskyt a použití
Kyselina mravenčí je obsažena v mravenčím jedu, odtud pochází její název. Dále je obsažena např. v jedu včel. Používá se především v organické technologii.
Vyskytuje se v žahavých buňkách kopřivy, avšak není hlavní složkou způsobující příznaky popálení.
Syntetická kyselina mravenčí se užívá k výrobě barviv, na odstraňování bradavic, v gumárenském průmyslu a v koželužství k odvápnění kůže, též jako přídatná látka do potravin pod označením E 236. Používá se také do přípravků na čištění vodního a močového kamene v toaletní míse.
Je možné ji vyrábět s vysokou účinností elektrochemicky z oxidu uhličitého a vody s použitím olověné, rtuťové nebo cínové katody.
V laboratoři slouží k přípravě oxidu uhelnatého pomocí kyseliny sírové, která odštěpí z kyseliny mravenčí vodu:
HCOOH → CO + H2O
Ve včelařské chovatelské praxi se páry kyseliny mravenčí používají jako účinný prostředek k tlumení varroázy. Varroáza je onemocnění způsobené roztočem kleštíkem včelím.

## Účinek na člověka
Na kůži: Při dotyku s lidskou kůží ji začíná okamžitě leptat, což způsobuje svědění a kůže začíná červenat. Poškození kůže obvykle není vážné, při kontaktu s koncentrovanou kyselinou mravenčí však může dojít k silnému podráždění a vzniku puchýřů.
V krevním oběhu: Zásadní úlohu hraje při otravách methanolem, který se nejprve metabolizuje na formaldehyd a ten zas na kyselinu mravenčí. Její vyšší koncentrace pak vede k rozvoji metabolické acidózy, která může končit smrtí.
Akutní toxicita spočívá v tom, že kyselina mravenčí inhibuje cytochromoxidázu a tím i mitochondriální respiraci, podobně jako kyanidy a oxid uhelnatý. Rozvoj acidózy je doprovázen tvorbou mravenčanů a laktátů. Acidóza také usnadňuje průnik kyseliny do buněk. Hromadí se zejména v sítnici, očním nervu a bazálních gangliích.